# Conostegia rubiginosa
Conostegia rubiginosa är en tvåhjärtbladig växtart som beskrevs av Henry Allan Gleason. Conostegia rubiginosa ingår i släktet Conostegia och familjen Melastomataceae.
Artens utbredningsområde är Colombia. Inga underarter finns listade i Catalogue of Life.